# TV MAR

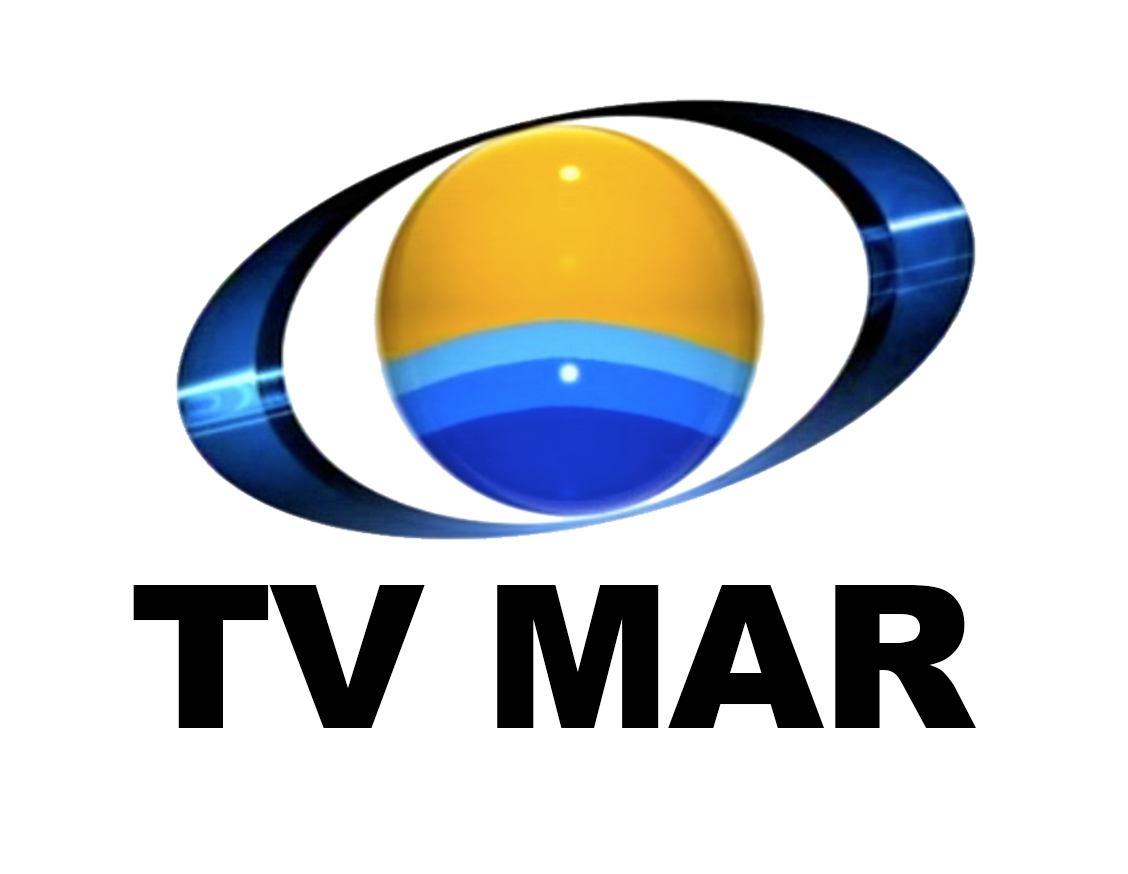

TV MAR es el nombre de comercial de un conjunto de canales de televisión privada mexicanos con sede en las ciudades de La Paz, Los Cabos y Puerto Vallarta están operados por la empresa Compañía Periodística Sudcaliforniana S.A. de C.V.

## Historia
El 14 de agosto de 2017 se anunció que Compañía Periodística Sudcaliforniana S.A. de C.V. fue una de las empresas ganadoras de la licitación de tres de los 32 canales de televisión abierta realizada por el Instituto Federal de Telecomunicaciones, la empresa fue incluida dentro de las ofertas clasificadas como nuevas participantes en el sector. En este caso, la compañía se hizo con el derecho de poseer estaciones de televisión digital en Cabo San Lucas - San José del Cabo, La Paz y Puerto Vallarta.
El 3 de diciembre de 2018 TV MAR comenzó a transmitir en Puerto Vallarta, por lo que se convirtió en la primera estación de televisión del grupo en salir al aire. El 18 de febrero de 2019 iniciaron las transmisiones del canal en La Paz. El 28 de octubre de 2019 la cadena inició transmisiones en Los Cabos, completando el proceso en las tres ciudades donde consiguió estaciones de televisión.

## Programación
La barra televisiva de TV MAR se basa en una oferta generalista que cuenta con programas de noticias, revistas de entretenimiento, espacios musicales, series de ficción, infantiles, culturales y de servicio social. Los contenidos adquiridos provienen de cadenas como Televisión Española, Antena 3, DW, RT y algunas televisoras pertenecientes a RED México.
TV MAR inició transmisiones en Puerto Vallarta, por este motivo la programación propia se encuentra basada en asuntos de esta localidad, pese a ello se difunde la misma señal en todas las estaciones pertenecientes a la cadena.
En 2021 el canal comenzó la transmisión de eventos deportivos debido a que adquirió los derechos para transmitir al equipo Tritones Vallarta MFC de la Serie A de México, en 2022 ampliaría su oferta con las trasmisiones del club Los Cabos United de la misma liga.

## Cobertura
En todas las estaciones, TV MAR emite a través del canal virtual 10.1 con el canal físico variable.
| Distintivo | Canal | Poblaciones obligatorias a servir                       |
| ---------- | ----- | ------------------------------------------------------- |
| XHCPBC-TDT | 23    | La Paz, Baja California Sur                             |
| XHCPCS-TDT | 35    | Cabo San Lucas y San José del Cabo, Baja California Sur |
| XHCPPV-TDT | 27    | Puerto Vallarta, Jalisco                                |